# Matthias Franz
Matthias Franz (* 14. März 1955 in Minden) ist Professor für Psychosomatische Medizin und Psychotherapie am Universitätsklinikum der Heinrich-Heine-Universität Düsseldorf, Facharzt für Psychosomatische Medizin und Psychotherapie, Facharzt für Neurologie und Psychiatrie sowie Lehranalytiker und Gruppenlehranalytiker (DPG, DGPT, D3G, IPD). Außerdem steht er der Akademie für Psychoanalyse und Psychosomatik Düsseldorf, der Heigl-Stiftung und den Psychotherapietagen NRW vor.

## Werdegang
Franz absolvierte Studium und Promotion an der Ruprecht-Karls-Universität Heidelberg. 1993 habilitierte er, 1995 wurde er an der Heinrich-Heine-Universität Düsseldorf zum Professor ernannt.
Er leitete zuletzt als Kommissarischer Direktor das Klinische Institut für Psychosomatische Medizin und Psychotherapie am Universitätsklinikum Düsseldorf, wo er auch noch nach seiner Emeritierung 2021 wissenschaftlich arbeitet. In den Bereichen Forschung sowie Fort- und Weiterbildung ist er unter anderem auch in der St. Augustinus Gruppe Neuss für die Entwicklung des Bereiches Psychosomatische Medizin tätig. Seit dem 1. Juli 2023 leitet Franz als Chefarzt diese Abteilung. Die Klinik realisiert mit 25 Betten ein integratives psychotherapeutisches Behandlungskonzept auf psychoanalytischer Grundlage.

## Arbeit
Matthias Franz hat unter anderem folgende Hauptarbeitsgebiete:
- Häufigkeit, Verlauf, Ursachen und Prävention psychischer/psychosomatischer Erkrankungen
- Entwicklung bindungsorientierter präventiver Interventionsprogramme für Trennungsfamilien und Alleinerziehende
- entwicklungspsychologische Bedeutung des Vaters, Kriegsfolgenforschung, Folgen kindlicher Traumatisierungen
- Affekt-/Emotionsforschung, Alexithymie, Psychotherapieforschung

Unter der Bezeichnung wir2 entwickelte Franz ein emotionszentriertes Präventionsprogramm für psychosozial belastete Alleinerziehende und ihre Kinder nach konflikthafter familiärer Trennung. Dabei handelt es sich um ein Elterntraining, das Alleinerziehenden zu mehr Kraft und Selbstbewusstsein verhelfen soll. Es basiert auf bindungswissenschaftlichen und entwicklungspsychologischen Grundlagen der kindlichen Affektentwicklung. Hauptziele der 20 manualisierten Gruppensitzungen sind die Stärkung des elterlichen Selbstbewusstseins und der elterlichen Kompetenzen, Vertiefung der emotionalen Beziehung zwischen Elternteil und Kind, die Trennung des Paarkonfliktes von der gemeinsamen Elternverantwortung, ein besserer Umgang mit Stress und Konflikten sowie eine Minderung der häufig bestehenden Depressivität. Das erfolgreich evaluierte Programm ist in der höchsten Evidenzkategorie der Grünen Liste Prävention aufgeführt und wurde im ersten nationalen Präventionsbericht (2019) als wirksamkeitsgeprüfte Maßnahme erwähnt. wir2 ist heute ein Programm der Walter Blüchert Stiftung, kostenlose Kurse mit paralleler Kinderbetreuung werden in zahlreichen Kommunen sowie in psychosomatischen Rehabilitationskliniken angeboten.

## Politische Aktivitäten
2011 veröffentlichte er einen Sammelband „Neue Männer – muss das sein?“, der sich mit Fragen zu männlichen Rollenbildern, zur psychosexuellen Entwicklung von Jungen und den damit verbundenen Risiken für die Gesundheit von Jungen und Männern beschäftigt. Zwischen 2010 und 2021 richtete er an der Heinrich-Heine-Universität den Männerkongress aus.
Franz ist Initiator eines an Bundesregierung und Bundestag gerichteten, offenen Briefes, der im Sommer 2012 von über 600 Personen unterzeichnet wurde (Stand 21. Juli 2012), darunter vielen Ärzten, Juristen und Wissenschaftlern. Zu den Mitunterzeichnern gehören der Rechtswissenschaftler Holm Putzke sowie die Kinderchirurgen Maximilian Stehr und Hans-Georg Dietz. Der Brief nimmt Bezug auf die gesellschaftliche Debatte über den Umgang mit der Beschneidung minderjähriger Jungen in Deutschland, die ein im Mai 2012 bekanntgegebenes Urteil des Landgericht Köln ausgelöst hatte. In diesem Zusammenhang vertreten die Unterzeichner den Standpunkt, die Religionsfreiheit könne „kein Freibrief zur Anwendung von (sexueller) Gewalt gegenüber nicht einwilligungsfähigen Jungen sein“. Hinsichtlich der Durchführung medizinisch nicht notwendiger, „irreversibler Genitalbeschneidungen von Jungen, verbunden mit hohem Risiko für bleibende genitale Beschädigungen und seelische und sexuelle Beeinträchtigungen“, müsse die öffentliche Debatte und Wahrnehmung „offensichtlich noch weiterentwickelt“ werden. Der Brief kritisiert den „schwerwiegende[n] Vorwurf“, durch ein Verbot der rituellen Jungenbeschneidung würde jüdisches Leben in Deutschland unmöglich werden. Unter Verweis auf die Aufklärung postuliert er: „Man tut Kindern nicht weh!“ Dieter Graumann, im Zeitraum 2010 bis 2014 Vorsitzender des Zentralrats der Juden in Deutschland, nannte dies eine „suggestive Parole“ und kritisierte rückblickend, die Unterzeichner des „berüchtigte[n] Brief[es]“ hätten sich „in einer Arroganz und einem Belehrungswahn sondergleichen über das Beschneidungsritual ereifert“. Die Beschneidung sei für das Judentum „konstitutiv, glaubensbegründend“. Sie sei „ein elementares Gebot, welches auch alle religiösen Richtungen im Judentum befolgen“.
2014 gab Franz unter dem Titel Die Beschneidung von Jungen. Ein trauriges Vermächtnis. einen Sammelband zu medizinischen, juristischen, kulturanthropologischen und psychoanalytischen Aspekten der Jungenbeschneidung heraus. Seiner 2019 veröffentlichten, zentralen These zufolge ist die Beschneidung eine „archaische Form ritueller Gewalt“, „die patriarchalische Loyalität transgenerational unter Nutzung der Kastrationsangst und des Abwehrmechanismus der Identifikation mit dem Aggressor“ erzeuge. Sie formatiere, repliziere und kontrolliere männliche Identität und gruppale Funktionalität unter patriarchalischen Bedingungen. Die rituelle Verletzung kindlicher Genitalien stelle „in jedem Fall einen irreversiblen Verlust der genitalen Integrität und sexuellen Selbstbestimmung dar“. Sie führe zum „Verlust des sexuell sensibelsten Anteils des Gliedes mit weiteren negativen Folgen für die sexuelle Empfindsamkeit“. Seit April 2017 tritt Franz, aufgrund seiner Haltung zur rituellen Beschneidung, als Botschafter von intaktiv e.V. auf. Im Mai 2017 richtete er an der Heinrich-Heine-Universität Düsseldorf den ersten universitären Kongress zur Thematik der Jungenbeschneidung zusammen mit Betroffenen aus. Er arbeitete mit an der AWMF-Leitlinie Phimose und Paraphimose (Hrsg. Maximilian Stehr), die im September 2017 von der Deutschen Gesellschaft für Kinderchirurgie veröffentlicht wurde und 2021 überarbeitet wird.

## Werke (Auszug)
- M. Franz: Der Weg in die Psychotherapeutische Beziehung. Vandenhoeck & Ruprecht, Göttingen 1997.
- M. Franz, K. Lieberz, H. Schepank (Hrsg.): Seelische Gesundheit und neurotisches Elend. Der Langzeitverlauf in der Bevölkerung. Springer, Wien 2000.
- M. Franz, B. West-Leuer (Hrsg.): Bindung – Trauma – Prävention. PsychoSozial-Verlag, Gießen2008.
- M. Franz, J. Frommer (Hrsg.): Medizin und Beziehung. Vandenhoeck & Ruprecht, Göttingen 2008.
- M. Franz, A. Karger (Hrsg.): Neue Männer muss das sein? Risiken und Perspektiven der heutigen Männerrolle. Vandenhoeck & Ruprecht, Göttingen 2011, ISBN 978-3-525-40440-9.
- M. Franz, A. Karger (Hrsg.): Scheiden tut weh. Elterliche Trennung aus Sicht der Väter und Jungen. Vandenhoeck & Ruprecht, Göttingen 2013.
- M. Franz (Hrsg.): Die Beschneidung von Jungen. Ein trauriges Vermächtnis. Vandenhoeck & Ruprecht, Göttingen 2014, ISBN 978-3-525-40455-3.
- M. Franz: wir2. Bindungstraining für Alleinerziehende. Vandenhoeck & Ruprecht, Göttingen 2014.
- M. Franz, A. Karger (Hrsg.): Angstbeißer, Trauerkloß, Zappelphilipp? Seelische Gesundheit bei Männern und Jungen. Vandenhoeck & Ruprecht, Göttingen 2015.
- M. Franz: Alleinerziehend - Selbstbewusst und Stark. Fischer und Gann, Munderfing 2016.
- M. Franz, A. Karger (Hrsg.): Männliche Sexualität und Bindung. Vandenhoeck & Ruprecht, Göttingen 2017.
- M. Franz, A. Karger (Hrsg.): Männer. Macht. Therapie. Vandenhoeck & Ruprecht, Göttingen 2019.